# آدم غرينبيرغ
آدم غرينبيرغ (بالإنجليزية: Adam Greenberg)‏ هو مصور سينمائي أمريكي، ولد في 1939 في كراكوف في بولندا.

## وصلات خارجية
- آدم غرينبيرغ على موقع IMDb (الإنجليزية)
- آدم غرينبيرغ على موقع ألو سيني (الفرنسية)
- آدم غرينبيرغ على موقع أول موفي (الإنجليزية)
- آدم غرينبيرغ على موقع بوكس أوفيس موجو (الإنجليزية)
- آدم غرينبيرغ على موقع قاعدة بيانات الأفلام السويدية (السويدية)
- آدم غرينبيرغ على موقع قاعدة بيانات الفيلم (الإنجليزية)
- آدم غرينبيرغ على موقع كينوبويسك (الروسية)